# علم الجيتولوجيا

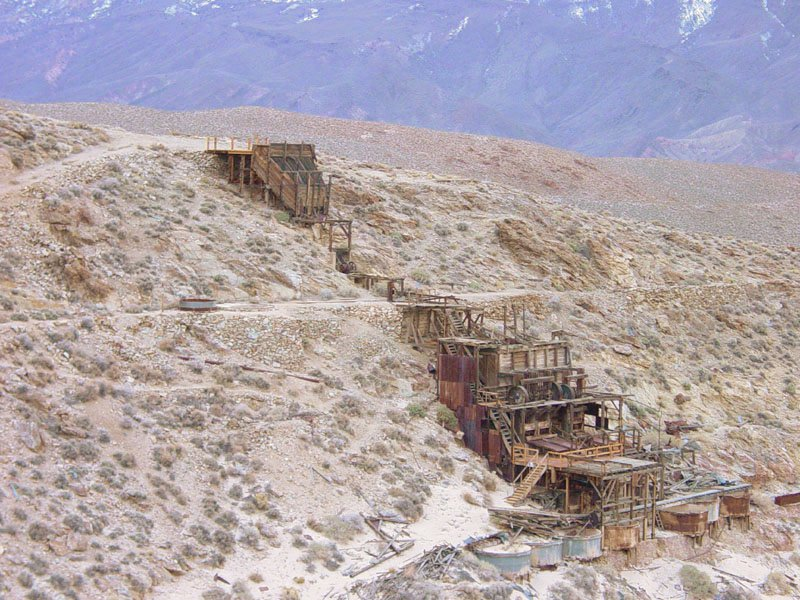
جيت كاليفورنيا من عروق الذهب.

الجيتولوجيا هو العلم الذي يدرس المناجم المعدنية (أو حقول [الإنجليزية]) التي يمكن استغلالها. وهدفها الرئيسي هو  التنقيب عن أماكن وجود الموارد الاقتصادية الهامة التي تسمى العروق والرواسب المعدنية (في أشكال متفرعة). وتهدف حاليا أيضا إلى تقليل من التأثير البيئي من استخراجها.
وهذا يعني الطبقة الفحمية والحقل النفطي وكذلك عروق الذهب.

## وصلات خارجية
- دراسة دوكتوراه جيتولوجية  العروق المذهبة المرتبطة بالغبرو والعروق المرتبطة بالميكروغرانيت - آى بليت في منطقة عين آبيقي، تيران لواني (الهقار)